# Benjamin (Region)
Benjamin ist der Name einer Region im Westjordanland nördlich von Jerusalem. Sie ist nach dem Siedlungsgebiet des gleichnamigen antiken Stammes benannt. An ihrem nördlichen Rand liegt die israelische Siedlung Beit El, benannt nach dem biblischen Kultort Bet-El.
Die heutige israelische Regionalverwaltung Mateh Benjamin entspricht größtenteils diesem Gebiet.
Koordinaten: 32° N, 35° O